# Umbrete
Umbrete – gmina w Hiszpanii, w prowincji Sewilla, w Andaluzji, o powierzchni 12,39 km². W 2011 roku gmina liczyła 8390 mieszkańców.